# Kobieta z kwiatem we włosach
Kobieta z kwiatem we włosach (hiszp. La dama con una flor en el cabello) – obraz olejny autorstwa hiszpańskiego malarza pochodzenia greckiego Dominikosa Theotokopulosa, znanego jako El Greco. Obraz namalowany w latach 1582–1600 lub 1603–1607, jest sygnowany: domènikos theotokópolis epoíei.
Jest to jedyny portret kobiecy sygnowany przez El Greca, z wyjątkiem miniatur znajdujących się w kolekcji Hispanic Society of America.

## Tożsamość modelki i datowanie obrazu
Modelką jest prawdopodobnie Kastylijka. Szyja i głowa kobiety o pociągłej twarzy osłonięte są szalem wykonanym z koronki i gazy. El Greco z ogromną drobiazgowością ukazał jego koronkowe wzory, które kontrastują z ciemnymi włosami i czarnym ubiorem modelki oraz ciemnym tłem. We włosy kobieta ma wpięty seledynowy kwiat, który niemal z pewnością jest lilią – tradycyjnym symbolem szlachetności i mądrości oraz nieskończoności innych cnót. Według Antoniny Vallentin kwiat lilii, zważywszy na jego ikonograficzne znaczenie, godziłby się z czystością rysów modelki.
Dama z kwiatem we włosach w XIX-wiecznym katalogu aukcyjnym została określona jako córka Domenica Gecca.
W XX w. tacy historycy sztuki, jak Francisco Javier Sánchez Cantón, José Camón Aznar i José Gudiol, łączyli modelkę z synową malarza Alfonsą de los Morales, pierwszą żoną Jorgena Manuela, ze względu na podobieństwo do kobiety z obrazu Rodzina Jorge Manuela, przypisywanego synowi El Greca. Zgodnie z tą hipotezą obraz mógł zostać namalowany z okazji ślubu Manuela i Alfonsy, który odbył się w 1603. Ludwig Goldscheider zasugerował, iż modelka mogła pozować również do Madonny Miłosiernej z Illescas. Antonio Vázquez Campo utożsamiał ją z infantką Katarzyną Michaliną, młodszą córką Filipa II. Jednak nie ma wystarczających dowodów na potwierdzenie którejś z tych hipotez.
Inni historycy sztucy datują obraz na wcześniejszy okres, przez co tożsamość kobiety pozostaje, w ich mniemaniu, nieznana. August L. Mayer wskazał lata 1582–1590 jako czas powstania portretu. Profesor Ellis Waterhouse z The Barber Institute w Birmingham zaproponował późne lata 80. XVI w. Harold Wethey umieszczał powstanie obrazu, tak jak Manuel B. Cossío, w drugiej połowie lat 90. XVI w. Według profesora Williama B. Jordana z Meadows School of the Arts na datowanie obrazu na lata 90. XVI w. wskazuje fakt podobieństwa do obrazu Portret damy w futrzanej etoli (1579) z Pollok House w Glasgow.

## Proweniencja
W XX w. portret znajdował się kolejno w szkockiej kolekcji Stirling-Maxwell w Keir oraz w angielskiej kolekcji wicehrabiego Rothermere w Warwick House w Londynie, by ostatecznie w 1993 trafić do kolekcji prywatnej w Nowym Jorku.